# 矢沢大二
矢沢 大二（やざわ だいじ、1913年5月1日 - 1994年5月29日）は、日本の地理学者である。(旧)東京都立大学教授、日本地理学会会長。紫綬褒章、勲三等旭日中綬章受章。

## 経歴
出生から修学期
1913年、長野県諏訪郡上諏訪町（現諏訪市）で生まれた。旧制諏訪中学（現長野県諏訪清陵高等学校）時代に三沢勝衛の教えを受け、地理学を志した。旧制新潟高等学校理科乙類を経て、東京帝国大学理学部地理学科に進学。同大学を1936年に卒業した。
戦時中は陸軍参謀本部気象班長として勤務。
戦後
1950年、(旧)東京都立大学理学部助教授に就いた。1953年、学位論文『気候景観の地理学的研究』を東京大学に提出して理学博士号を取得。1959年に教授昇格。1977年に東京都立大学を定年退官し名誉教授となった。
学界では日本地理学会会長を1978年から1980年まで務めた。1979年に日独学術交流の功績に対してドイツ連邦共和国フンボルト協会から金メダルが授与され、翌1980年にはフランクフルト大学に客員教授として赴任した。

## 受賞・栄典
- 1981年：紫綬褒章を受章。地理学界として初めての受賞者。
- 1986年：勲三等旭日中綬章を受章。
- 1979年：フンボルト協会から日独学術交流の功績に対して金メダルが授与された。

## 著作
著書
- 『気候景観』古今書院(形成選書) 1953
- 『新潟・富山・石川・福井』(日本の文化地理 7) 講談社 1974
- 『気候地域論考：その思潮と展開』古今書院 1989

編著書
- 『気候の教室』前島郁雄共著、古今書院 古今書院 1964
- 『扇状地：地域的特性』戸谷洋・貝塚爽平共編、古今書院 1971
- 『三澤勝衛著作集』(全4巻) みすず書房 1979

論文
- 「大島の気候景観の一例」『地学雑誌』60-3, 1951年, 152-154頁. doi
- 「本邦各地の気候的示表性について」『地理学評論』21-7･8, 1948年, 225-232頁. doi
- 「いわゆるパンパ問題について」『地理学評論』62-5, 1989年, 389-408頁. doi
- 「辻村太郎を偲ぶ」

## 参考
- 『来し方の記 10』（信濃毎日新聞社 1984年）